# Gare de Florenville
La gare de Florenville est une gare ferroviaire belge de la ligne 165, d'Athus à Libramont, située sur le territoire de la ville de Florenville, à deux kilomètres au nord-est du centre-ville, dans la province de Luxembourg en Région wallonne.
Elle est mise en service en 1879 par les Chemins de fer de l'État-belge. C'est une gare de la Société nationale des chemins de fer belges (SNCB) desservie par des trains Omnibus (L).

## Situation ferroviaire
Établie à 311 mètres d'altitude, la gare de Florenville est située au point kilométrique (PK) 49,40 de la ligne 165, d'Athus à Libramont, entre les gares ouvertes de Virton et de Bertrix.

## Histoire
La station de Florenville est mise en service le 26 mars 1879 par les Chemins de fer de l'État belge. Il s'agit d'une station provisoire située à 5 249 mètres de la gare d'Izel. Le 17 juillet 1880 elle est remplacée par la station définitive située à 5 206 m de Izel.
Comme les autres gares de cette section de l’Athus-Meuse, le bâtiment des recettes correspond au plan type 1873 des Chemins de fer de l’État belge. Elle dispose de trois voies à quai, dont une voie de croisement, et d'une grande halle aux marchandises avec une cour pavée et une voie de garage.
Depuis le 1er avril 2013, la gare est devenue un point d'arrêt et le guichet est définitivement fermé.

### Tramways vicinaux
La ligne de tramway 558 de la Société nationale des chemins de fer vicinaux (SNCV) reliant Marbehan à Sainte-Cécile possédait sa propre station, face à la gare, avec un grand bâtiment en pierres jaunes, reconverti en bureaux pour le commerce de pierres de construction Bati-Flor, et un dépôt, toujours utilisé par les bus TEC qui se sont substitués aux trams.

## Service des Voyageurs

### Accueil
Halte SNCB, c'est un point d'arrêt non géré (PANG) à accès libre. Un distributeur automatique assure la vente des titres de transport.

### Desserte
Florenville est desservie par des trains Omnibus (L) et d’Heure de pointe (P) de la SNCB, qui effectuent des missions sur la ligne 165.

#### Semaine
La desserte régulière, cadencée à l'heure est réalisée par des trains L Libramont - Bertrix - Virton - Arlon (toutes les heures).
Il existe également des trains P supplémentaires :
- un train P de Virton à Libramont (le matin) ;
- un train P d’Arlon à Libramont (l’après-midi) ;
- un train P de Libramont à Arlon (l’après-midi).

#### Week-ends et fériés
La desserte se limite à des trains L reliant, toutes les deux heures, Libramont à Arlon.

### Intermodalité
Un parc pour les vélos et un parking pour les véhicules y sont aménagés. Elle est desservie par des bus de la ligne 23 TEC Namur-Luxembourg (Florenville (gare) - Florenville (Place du Miroir) et de la ligne touristique V1 (Bouillon-Florenville-Orval) en juillet-août. 

## Comptage voyageurs
Le graphique et le tableau montrent le nombre de passagers qui en moyenne embarquent durant la semaine, le samedi et le dimanche.
| Nombre de voyageurs qui embarquent à la gare de Florenville | Nombre de voyageurs qui embarquent à la gare de Florenville | Nombre de voyageurs qui embarquent à la gare de Florenville | Nombre de voyageurs qui embarquent à la gare de Florenville |
|                                                             | Semaine                                                     | Samedi                                                      | Dimanche                                                    |
| ----------------------------------------------------------- | ----------------------------------------------------------- | ----------------------------------------------------------- | ----------------------------------------------------------- |
| 1977                                                        | 79                                                          | 27                                                          | 140                                                         |
| 1978                                                        | 110                                                         | 39                                                          | 87                                                          |
| 1979                                                        | 87                                                          | 50                                                          | 126                                                         |
| 1980                                                        | 108                                                         | 30                                                          | 80                                                          |
| 1981                                                        | 111                                                         | 35                                                          | 82                                                          |
| 1982                                                        | 114                                                         | 65                                                          | 55                                                          |
| 1983                                                        | 69                                                          | 23                                                          | 47                                                          |
| 1984                                                        | 104                                                         | 73                                                          | 67                                                          |
| 1985                                                        | 103                                                         | 53                                                          | 155                                                         |
| 1986                                                        | 119                                                         | 49                                                          | 128                                                         |
| 1987                                                        | 87                                                          | 81                                                          | 160                                                         |
| 1988                                                        | 118                                                         | 67                                                          | 161                                                         |
| 1989                                                        | 119                                                         | 55                                                          | 136                                                         |
| 1990                                                        | 115                                                         | 43                                                          | 118                                                         |
| 1991                                                        | 121                                                         | 57                                                          | 126                                                         |
| 1992                                                        | 150                                                         | 52                                                          | 142                                                         |
| 1993                                                        | 144                                                         | 44                                                          | 119                                                         |
| 1994                                                        | 143                                                         | 51                                                          | 154                                                         |
| 1995                                                        | 132                                                         | 49                                                          | 64                                                          |
| 1996                                                        | 114                                                         | 58                                                          | 116                                                         |
| 1997                                                        | 118                                                         | 80                                                          | 139                                                         |
| 1998                                                        | 112                                                         | 70                                                          | 97                                                          |
| 1999                                                        | 97                                                          | 52                                                          | 66                                                          |
| 2000                                                        | 90                                                          | 56                                                          | 104                                                         |
| 2001                                                        | 113                                                         | 40                                                          | 108                                                         |
| 2002                                                        | 146                                                         | 40                                                          | 152                                                         |
| 2003                                                        | 140                                                         | 60                                                          | 120                                                         |
| 2004                                                        | 153                                                         | 60                                                          | 155                                                         |
| 2005                                                        | 190                                                         | 87                                                          | 130                                                         |
| 2006                                                        | 199                                                         | 82                                                          | 172                                                         |
| 2007                                                        | 215                                                         | 63                                                          | 152                                                         |
| 2008                                                        | -                                                           | -                                                           | -                                                           |
| 2009                                                        | 175                                                         | 51                                                          | 140                                                         |
| 2010                                                        | -                                                           | -                                                           | -                                                           |
| 2011                                                        | -                                                           | -                                                           | -                                                           |
| 2012                                                        | 201                                                         | 50                                                          | 104                                                         |
| 2013                                                        | 169                                                         | 59                                                          | 134                                                         |
| 2014                                                        | 187                                                         | 52                                                          | 150                                                         |
| 2015                                                        | 136                                                         | 43                                                          | 100                                                         |
| 2016                                                        | 120                                                         | 38                                                          | 71                                                          |
| 2017                                                        | 109                                                         | 43                                                          | 80                                                          |
| 2018                                                        | 165                                                         | 46                                                          | 91                                                          |
| 2019                                                        | 160                                                         | 57                                                          | 146                                                         |
| 2020                                                        | 133                                                         | 25                                                          | 68                                                          |
| 2021                                                        | -                                                           | -                                                           | -                                                           |
| 2022                                                        | 167                                                         | 58                                                          | 66                                                          |
| 2023                                                        | 158                                                         | 30                                                          | 60                                                          |
| 2024                                                        | 172                                                         | 64                                                          | 90                                                          |

Installations de la halte (2023)
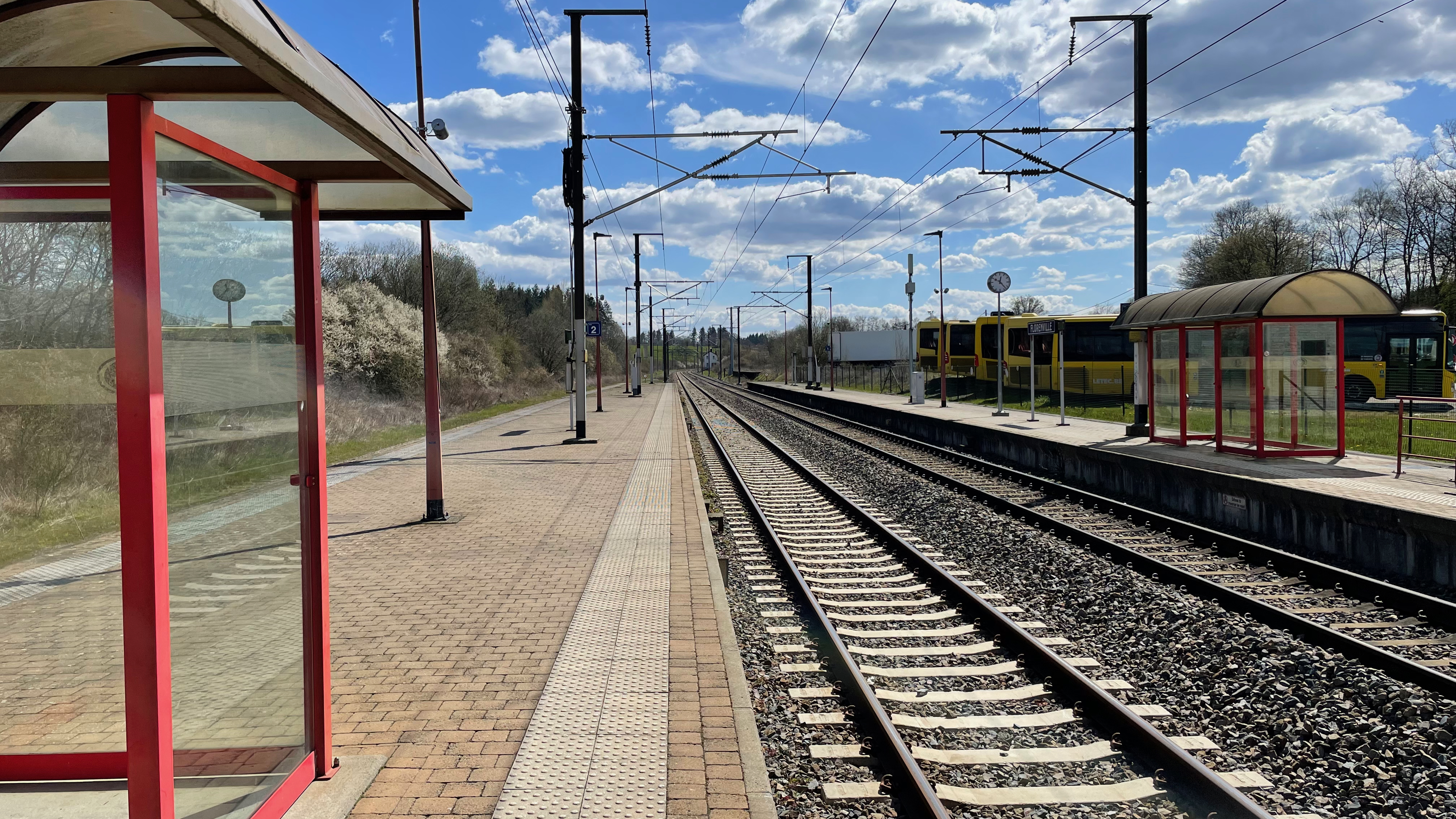
Quais.
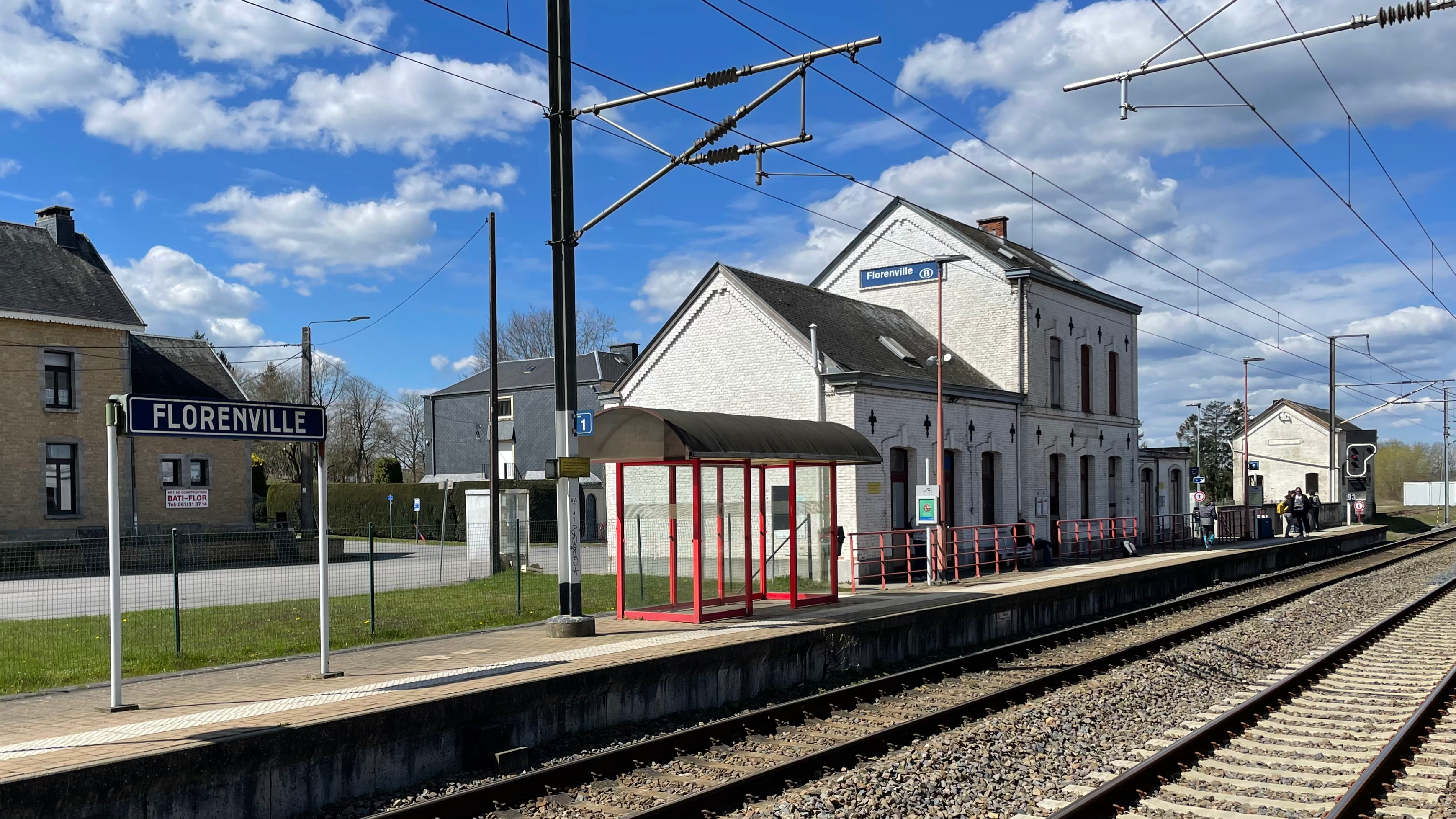
Ancien bâtiment.
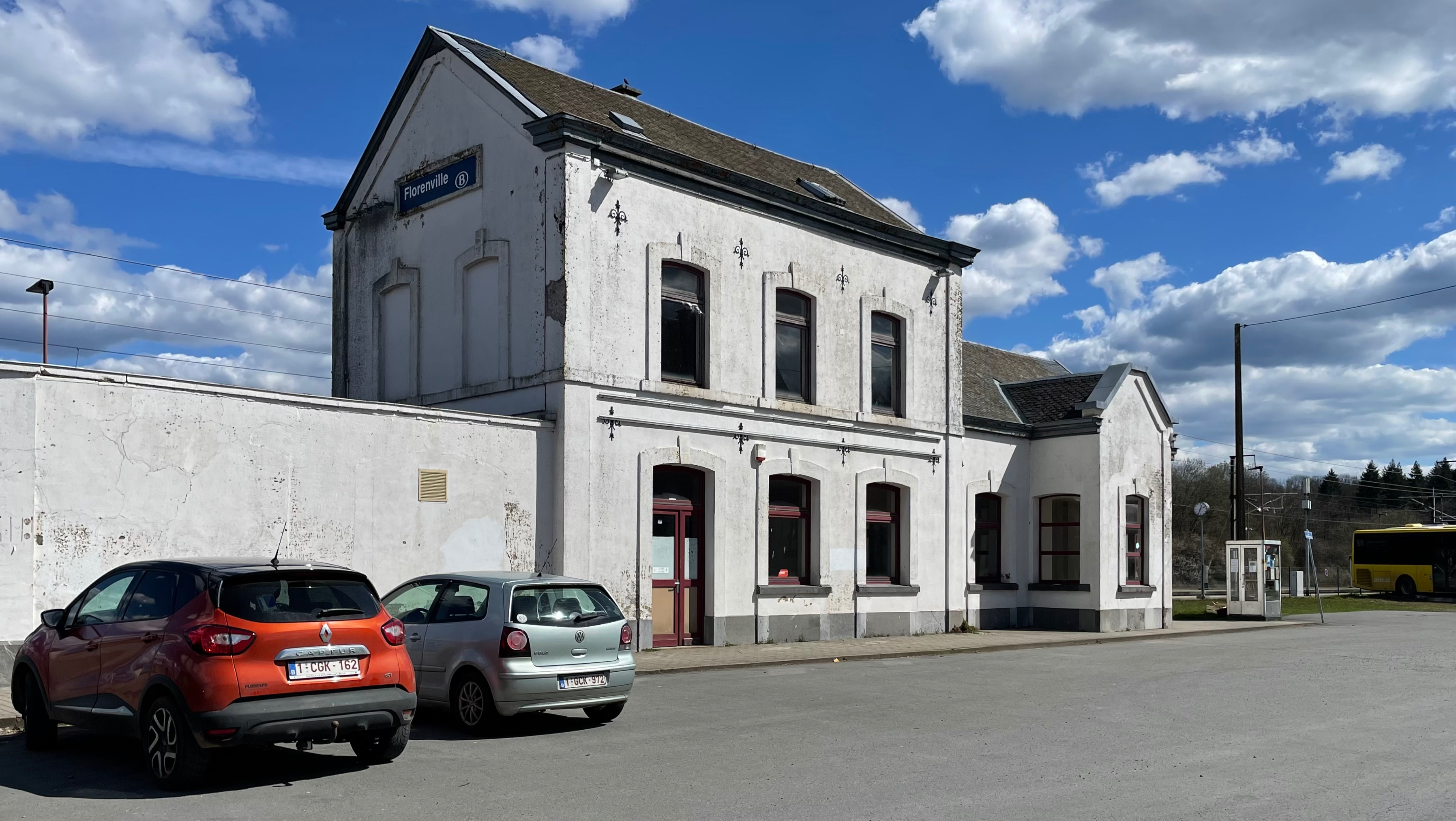
Parking.